# RS-26弹道导弹
RS-26边界弹道导弹（俄语：РС-26 Рубеж，北约代号SS-X-31裂痕）是俄罗斯一款现役远程弹道导弹，采用固体燃料推进的设计，可搭载分导式多弹头，也可以搭载先锋高超音速弹头，具备核打击能力，但射程约为5,800公里，略低于洲际弹道导弹常规定义上的门槛。
RS-26边界彈道飛彈是在RS-24洲际弹道导弹的基础研制，推进火箭采用更少的分级，因此射程也更短，这与苏联1976年在RT-21飛彈的基础上研制SS-20飛彈的战略相似，后者曾是苏联应对北约核威慑而开发的重要远程武器。

## 历史
RS-26边界在研发之初，曾在2011年经历过一次发射失败。2012年首次从普列谢茨克航天发射场试射成功，并击中5,800公里外位于勘察加北部库拉飞弹靶场的目标。之后俄罗斯军方分别于2012年和2013年对卡普斯京亚尔靶场和萨雷·沙甘基地进行多次成功试射。在2018年，曾传出过消息称，RS-26边界弹道导弹的采购被冻结至2027年，相关资金将优先用于采购先锋高超音速导弹。

### 传闻使用
根据乌克兰空军的通报，2024年11月21日俄罗斯向乌克兰境内发射了一枚弹道导弹，但没有说明具体导弹型号。弹头击中了第聂伯罗市内多个重要基础设施。俄罗斯总统新闻秘书德米特里·佩斯科夫起初被问及此事时，对媒体表示无可奉告。有媒体传闻俄罗斯发射的是RS-26边界弹道导弹。当日晚些时候，总统普京证实，军方发射的不是洲际弹道导弹，而是一种代号为“榛树”的新型中程弹道导弹，但没有搭载核弹头。